# (38671) Verdaguer
(38671) Verdaguer est un astéroïde de la ceinture principale.

## Description
(38671) Verdaguer est un astéroïde de la ceinture principale. Il fut découvert le 7 août 2000 à Ametlla de Mar par Jaume Nomen. Il présente une orbite caractérisée par un demi-grand axe de 2,44 UA, une excentricité de 0,18 et une inclinaison de 2,7° par rapport à l'écliptique.